# Promozione Basilicata 1989-1990
Nella stagione 1989-1990 la Promozione era sesto livello del calcio italiano (il massimo livello regionale). Qui vi sono le statistiche relative al campionato in Basilicata.
Il campionato è strutturato in vari gironi all'italiana su base regionale, gestiti dai Comitati Regionali di competenza. Promozioni alla categoria superiore e retrocessioni in quella inferiore non erano sempre omogenee; erano quantificate all'inizio del campionato dal Comitato Regionale secondo le direttive stabilite dalla Lega Nazionale Dilettanti, ma flessibili, in relazione al numero delle società retrocesse dal Campionato Interregionale e perciò, a seconda delle varie situazioni regionali, la fine del campionato poteva avere degli spareggi sia di promozione che di retrocessione.

## Squadre partecipanti
| Club                              | Città (provincia)       | Stadio | Stagione precedente                                                   |
| --------------------------------- | ----------------------- | ------ | --------------------------------------------------------------------- |
| S.S. Avigliano                    | Avigliano (PZ)          |        |                                                                       |
| Pol. Picerno                      | Picerno (PZ)            |        | 4º posto in Promozione Basilicata                                     |
| A.S. Corleto                      | Corleto Perticara (PZ)  |        |                                                                       |
| Genzano Calcio                    | Genzano di Lucania (PZ) |        |                                                                       |
| F.C. Maratea                      | Maratea (PZ)            |        |                                                                       |
| Pol. Michelino De Bonis           | Pietragalla (PZ)        |        |                                                                       |
| Pol. Moliterno                    | Moliterno (PZ)          |        |                                                                       |
| A.S. Murese                       | Muro Lucano (PZ)        |        |                                                                       |
| Pol. Pignola                      | Pignola (PZ)            |        | 1º in Prima Categoria A, promossa                                     |
| Pol. Popolare Pescopagano Invicta | Potenza                 |        |                                                                       |
| A.C. Pro Loco Spinoso             | Spinoso (PZ)            |        | 1º in Prima Categoria B, promossa                                     |
| S.S. Santarcangelese              | Sant'Arcangelo (PZ)     |        | 1º in Prima Categoria B, perde lo spareggio con lo Spinoso, ripescata |
| U.S. Scanzano                     | Scanzano Jonico (MT)    |        |                                                                       |
| A.S. Tramutola                    | Tramutola (PZ)          |        |                                                                       |
| A.S. Tricarico                    | Tricarico (MT)          |        |                                                                       |
| A.C. Vallenoce Lauria             | Lauria (PZ)             |        |                                                                       |

## Classifica finale
|  | Pos. | Squadra             | Pt | G  | V  | N  | P  | GF | GS | DR  |
|  | ---- | ------------------- | -- | -- | -- | -- | -- | -- | -- | --- |
|  | 1.   | Moliterno           | 49 | 30 | 21 | 7  | 2  | 54 | 7  | +47 |
|  | 2.   | Pescopagano Invicta | 46 | 30 | 19 | 8  | 3  | 69 | 23 | +46 |
|  | 3.   | Tricarico           | 40 | 30 | 16 | 8  | 6  | 57 | 25 | +32 |
|  | 4.   | Genzano (-1)        | 39 | 30 | 13 | 13 | 4  | 43 | 25 | +18 |
|  | 5.   | Pro Loco Spinoso    | 35 | 30 | 12 | 11 | 7  | 34 | 24 | +10 |
|  | 6.   | Avigliano           | 31 | 30 | 10 | 11 | 9  | 39 | 24 | +15 |
|  | 7.   | Pignola             | 30 | 30 | 10 | 10 | 10 | 31 | 34 | -3  |
|  | 8.   | Santarcangiolese    | 26 | 30 | 8  | 10 | 12 | 36 | 38 | -2  |
|  | 9.   | Tramutola           | 25 | 30 | 8  | 9  | 13 | 33 | 49 | -16 |
|  | 10.  | Vallenoce Lauria    | 24 | 30 | 7  | 10 | 13 | 28 | 38 | -10 |
|  | 11.  | Picerno             | 24 | 30 | 9  | 6  | 15 | 32 | 48 | -16 |
|  | 12.  | Michelino De Bonis  | 24 | 30 | 8  | 8  | 14 | 30 | 47 | -17 |
|  | 13.  | Maratea             | 24 | 30 | 7  | 10 | 13 | 29 | 47 | -18 |
|  | 14.  | Corleto             | 23 | 30 | 8  | 7  | 15 | 27 | 43 | -16 |
|  | 15.  | Murese              | 22 | 30 | 5  | 12 | 13 | 25 | 51 | -26 |
|  | 16.  | Scanzano            | 18 | 30 | 3  | 12 | 15 | 26 | 70 | -44 |